# Blauer Drache
Der Blaue Drache oder Qinglong (chinesisch 青龍 / 青龙, Pinyin Qīng Lóng, englisch Azure Dragon – „blaugrüner Drache, türkisgrüner Drache“) ist eines der vier Symbole der chinesischen Sternenkonstellationen, die auch als „Wundertiere“ (siling) bezeichnet werden. Er wird auch „Blauer Drache des Ostens“ (东方青龙,  Dōngfāng Qīng Lóng) genannt und repräsentiert den Frühling und den Osten. Er ist nicht zu verwechseln mit dem Gelben Drachen (黄龙,  Huáng Lóng), der den chinesischen Kaiser symbolisiert.
Der Blaue Drache wurde nicht nur von Chinesen, sondern auch von Vietnamesen, Koreanern und Japanern verwendet. Auf Japanisch heißt er Seiryū (青竜), auf Koreanisch Cheong-ryong (청룡) und auf Vietnamesisch Thanh Long.

## Die Häuser des blauen Drachen
In der chinesischen Astrologie werden den vier Symbolen auf der Ekliptik jeweils sieben Mondhäuser zugeteilt, in denen sich der Mond innerhalb der Woche des entsprechenden Mondviertels jeweils ungefähr einen Tag lang befindet. Die Häuser des Blauen Drachen sind:
- Horn (角,  Jiăo) α Vir
- Hals (亢,  Kàng) κ Vir
- Wurzel (氐,  Dĭ) α Lib
- Raum (房,  Fáng) π Sco
- Herz (心,  Xīn) α Sco
- Schwanz (尾,  Wěi) μ Sco
- Getreidekorb (箕,  Jī) γ Sgr